# Église Saint-Cyr de Saint-Cyr-sous-Dourdan
L'église Saint-Cyr de Saint-Cyr-sous-Dourdan est une église paroissiale catholique, dédiée à saint Cyr, située dans la commune française de Saint-Cyr-sous-Dourdan et le département de l'Essonne.

## Situation
| \| Localisation de l'église Saint-Cyr dans l'Essonne. · Église Saint-Cyr \| Localisation de l'église Saint-Cyr dans l'Essonne. |
| Localisation de l'église Saint-Cyr dans l'Essonne. · Église Saint-Cyr                                                          |

L'église Saint-Cyr est implantée à proximité de la Ferme des Tourelles.

## Historique
L'édifice est daté des XIIe siècle et XVIe siècle.
le clocher est daté du XIIIe siècle.
L'église est reconstruite en style gothique flamboyant sous le règne de François Ier.
Depuis le 3 février 1966, l'église est inscrite aux monuments historiques.

## Description
L'édifice conserve des éléments du XIIe siècle, la base du clocher-tour et le portail. le mobilier et les vitraux sont datés pour l'essentiel du XIXe siècle.

## Pour approfondir

## Sources
1. ↑  L'église sur le site patrimoine-religieux.fr
2. ↑  L'église sur le site ccdourdannais.com
3. 1 2  L'église sur le site catholique-evry.cef.fr
4. ↑  « Eglise », notice no PA00088000, sur la plateforme ouverte du patrimoine, base Mérimée, ministère français de la Culture